# Дубровино (Воткінський район)
Дубро́вино (рос. Дубровино) — присілок у Воткінському районі Удмуртії, Росія.
Населення становить 1 особа (2010, 0 у 2002).
Урбаноніми:
- вулиці — Дачна